# Ishovedpine
 "Brain freeze" omdirigeres hertil. For andre betydninger af Brain freeze, se Brain freeze (flertydig).
Ishovedpine (også kaldet Brain freeze eller  hjernefrys) er en hovedpine, der kan opstå, når der indtages kolde fødevarer såsom drikke eller is. 
Hovedpinen opstår, eftersom temperaturpåvirkning får blodårene til at trække sig sammen ved nedkøling. Dette bevirker, at der tilføres mindre blod til hjernen, som efter et stykke tid (for at kompensere for dette) får blodkarene til at udvide sig på ny. Ofte udvides de dog så meget, at nerverne påvirkes, og det føles som smerte. 